# Carl Zeller
Carl Adam Johann Nepomuk Zeller (19 de junho de 1842 – 17 de agosto de 1898) foi um compositor de operetas austríaco.
Zeller nasceu em Sankt Peter in der Au, filho único do médico Johann Zeller e Maria Anna Elizabeth. Seu pai morreu antes de seu primeiro aniversário. Sua mãe casou-se com Ernest Friedinger. Em 1875, Zeller casou com Anna Maria Schwetz.
Zeller tinha boa voz sorprano, e cantou no coral dos Coral dos Meninos de Viena antes de estudar composição na Universidade de Viena. Trabalhava no Ministério Imperial da Educação quando compôs as canções (God Greets You All e Give Yourself Roses in Tyrol), corais, e operetas, das quais a mais conhecida é  Der Vogelhändler. Seus libretos foram escritos ou coescritos por Moritz West, frequentemente com Ludwig Held.
Problemas legais, incluindo uma condenação por perjúrio, acabaram com sua carreira no ministério e levaram-no à prisão em meados da década de 1890 (a sua sentença foi comutada depois). depois de um ferimento em 1895 resultante de uma queda no gelo, passou seus últimos anos física e mentalmente doente. Carl Zeller morreu de pneumonia em Baden bei Wien aos 56 anos de idade.

## Operetas
- Joconde (1876)
- Die Fornarina (1878)
- Capitän Nicoll, oder Die Carbonari (1880)
- Der Vagabund (1886)
- Der Vogelhändler (o vendedor de pássaros) (1891)
- Der Obersteiger (The estrangeiro) (1894)
- Der Kellermeister (1901; completada por Johannes Brandt)